# Norman Vaughan
Norman Dane Vaughan, född 19 december 1905 i Salem, Massachusetts, död 23 december 2005 i Anchorage, Alaska, var en amerikansk slädhundsförare. Han kom på elfte plats i uppvisningsgrenen slädhundsrace i de olympiska vinterspelen 1932 i Lake Placid.